# Astragalus dsharkenticus
Astragalus dsharkenticus är en ärtväxtart som beskrevs av Mikhail Grigoríevič Popov. Astragalus dsharkenticus ingår i släktet vedlar, och familjen ärtväxter.

## Underarter
Arten delas in i följande underarter:
- A. d. dsharkenticus
- A. d. gongliuensis